# استانیسلاو سوروکین (ورزشکار)
استانیسلاو سوروکین (روسی: Станислав Николаевич Сорокин؛ ۱۷ فوریهٔ ۱۹۴۱ – ۲ فوریهٔ ۱۹۹۱) بوکسور اهل اتحاد جماهیر شوروی سوسیالیستی بود.